# Para-Eishockey

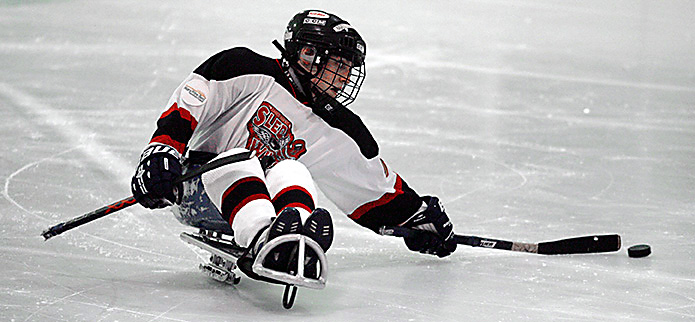
Ein Para-Eishockeyspieler beim Puck-Handling

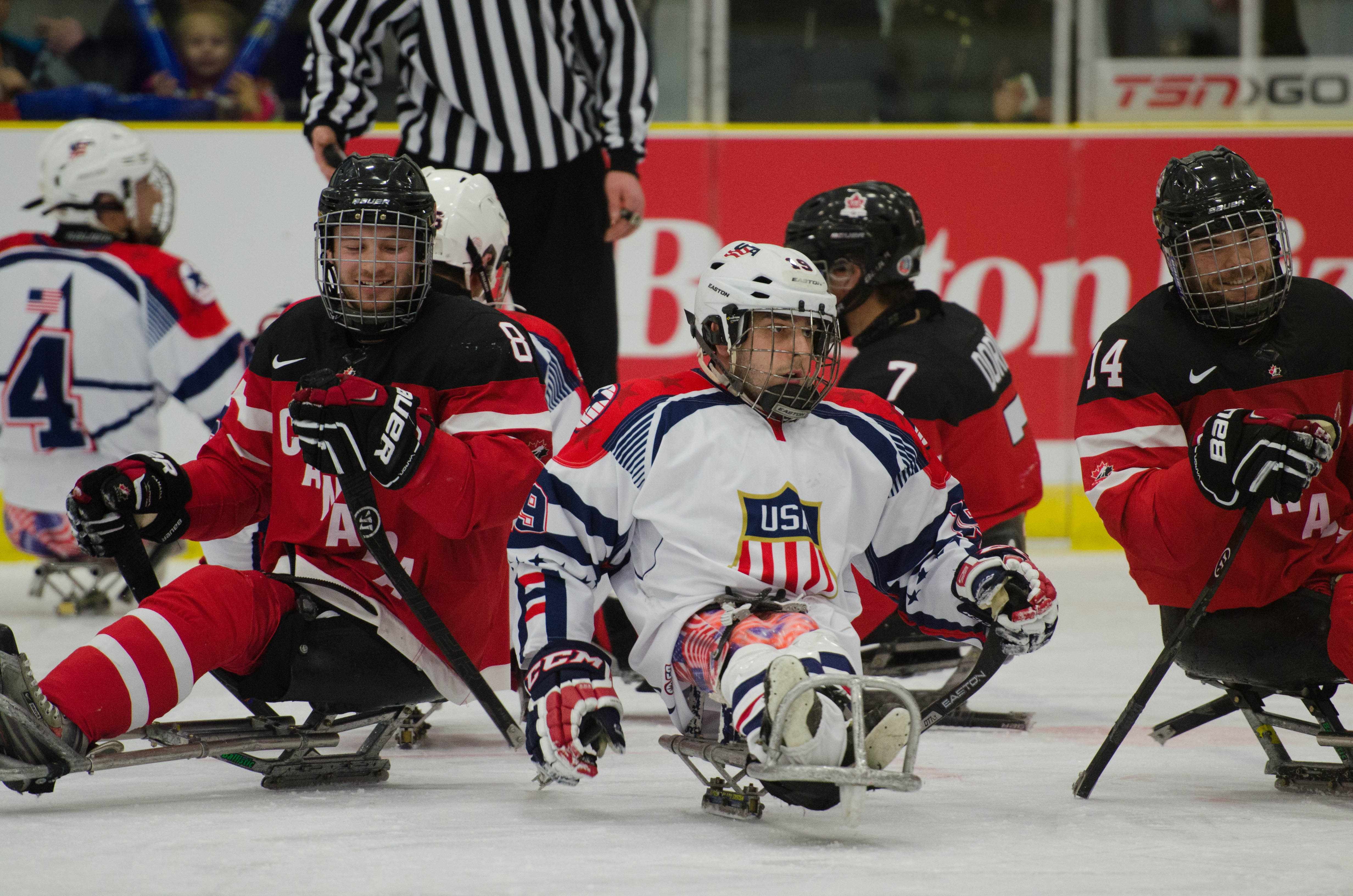
Kanadische und US-amerikanische Spieler bei der World Sled Hockey Challenge 2015

Para-Eishockey ist eine dem Eishockey ähnliche Behindertensportart und paralympische Disziplin. Das Spielfeld, die Kleidung und die meisten Spielregeln entsprechen denen des Eishockeys. Der einzige Unterschied besteht in der Fortbewegung, da sich die Para-Eishockey-Spieler nicht auf Schlittschuhen, sondern auf kleinen Schlitten bewegen. Zur Beschleunigung nutzen die Spieler zwei kurze Schläger, die am Ende mit Spikes besetzt sind. Ein Spiel ist in Drittel von je 15 Minuten geteilt.
Bis 2016 wurde die Sportart als Sledge-Eishockey (übersetzt Schlitten-Eishockey) bezeichnet.
Para-Eishockey wird in erster Linie von körperlich beeinträchtigten Sportlern betrieben, bei welchen die Beweglichkeit der unteren Gliedmaßen eingeschränkt ist. Im nationalen Bereich können jedoch auch Spieler ohne körperliche Beeinträchtigungen mitspielen.
In Deutschland ist Para-Eishockey im Deutschen Rollstuhl-Sportverband organisiert, der auch den Ligenspielbetrieb veranstaltet.
Die Sportart wurde in den 1970er Jahren in Schweden entwickelt und wird seit 1994 bei den Winter-Paralympics gespielt. In Deutschland wurde die erste Mannschaft 1996 in Hannover gegründet. Die damalige Sledge-Eishockey-Abteilung der RSG Hannover ’94 spielte Mitte der 2000er Jahre als Namenspartner der Hannover Scorpions und ist seit 2018 als ERC Hannover Ice Lions aktiv. Seit der Saison 2000/01 findet in Deutschland ein regulärer Ligenspielbetrieb statt.

## Internationale Turniere
1986 fanden die ersten (noch inoffiziellen) Weltmeisterschaften statt. Seitdem wurden eine Vielzahl internationaler Turniere ausgerichtet. Seit 1994 ist Para-Eishockey (bzw. vorher Sledge-Eishockey) im Programm der Paralympischen Winterspiele, seit 1996 werden offizielle Weltmeisterschaften ausgetragen.

### Paralympics
Während der Paralympics 2006 in Turin gelang der deutschen Nationalmannschaft ein überraschendes Debüt. In der Vorrunde konnten die Mannschaften aus USA und Schweden bezwungen werden, gegen Japan reichte dann ein 0:0 zum Vorrundensieg. Mit einer knappen 3:4-Niederlage gegen die USA verfehlte das deutsche Team im kleinen Finale die Bronzemedaille.
Für die Teilnahme an den Winter-Paralympics 2010 in Vancouver konnte sich das deutsche Team nicht qualifizieren.
Die Winter-Paralympics 2014 fanden im März 2014 im russischen Sotschi mit deutscher Beteiligung statt. Die 12. Winter-Paralympics wurden in der südkoreanischen Stadt Pyeongchang ausgetragen.
| Jahr | Gastgeber              | Paralympics        | Paralympics | Paralympics         | Paralympics            |
| Jahr | Gastgeber              | 1. Platz           | 2. Platz    | 3. Platz            | 4. Platz               |
| ---- | ---------------------- | ------------------ | ----------- | ------------------- | ---------------------- |
| 1994 | Lillehammer (Norwegen) | Schweden           | Norwegen    | Kanada              | Vereinigtes Königreich |
| 1998 | Nagano (Japan)         | Norwegen           | Kanada      | Schweden            | Estland                |
| 2002 | Salt Lake City (USA)   | Vereinigte Staaten | Norwegen    | Schweden            | Kanada                 |
| 2006 | Turin (Italien)        | Kanada             | Norwegen    | Vereinigte Staaten  | Deutschland            |
| 2010 | Vancouver (Kanada)     | Vereinigte Staaten | Japan       | Norwegen            | Kanada                 |
| 2014 | Sotschi (Russland)     | Vereinigte Staaten | Russland    | Kanada              | Norwegen               |
| 2018 | Pyeongchang (Südkorea) | Vereinigte Staaten | Kanada      | Südkorea            | Italien                |
| 2022 | Peking (China)         | Vereinigte Staaten | Kanada      | Volksrepublik China | Südkorea               |

### Weltmeisterschaften
Bislang fanden elf (A-)Weltmeisterschaften unter dem Dach des Internationalen Paralympischen Komitee statt. Darüber hinaus gibt es seit 2008 B-Weltmeisterschaften und seit 2016 C-Weltmeisterschaften.
| Jahr | Gastgeber               | Weltmeisterschaft  | Weltmeisterschaft  | Weltmeisterschaft  | Weltmeisterschaft   |
| Jahr | Gastgeber               | 1. Platz           | 2. Platz           | 3. Platz           | 4. Platz            |
| ---- | ----------------------- | ------------------ | ------------------ | ------------------ | ------------------- |
| 1996 | Nynäshamn (Schweden)    | Schweden           | Norwegen           | Kanada             | Estland             |
| 2000 | Salt Lake City (USA)    | Kanada             | Norwegen           | Schweden           | Japan               |
| 2004 | Örnsköldsvik (Schweden) | Norwegen           | Vereinigte Staaten | Schweden           | Kanada              |
| 2008 | Marlborough (USA)       | Kanada             | Norwegen           | Vereinigte Staaten | Japan               |
| 2009 | Ostrava (Tschechien)    | Vereinigte Staaten | Norwegen           | Kanada             | Japan               |
| 2012 | Hamar (Norwegen)        | Vereinigte Staaten | Südkorea           | Kanada             | Tschechien          |
| 2013 | Goyang (Norwegen)       | Kanada             | Vereinigte Staaten | Russland           | Tschechien          |
| 2015 | Buffalo (USA)           | Vereinigte Staaten | Kanada             | Russland           | Norwegen            |
| 2017 | Gangneung (Südkorea)    | Kanada             | Vereinigte Staaten | Südkorea           | Norwegen            |
| 2019 | Ostrava (Tschechien)    | Vereinigte Staaten | Kanada             | Südkorea           | Tschechien          |
| 2021 | Ostrava (Tschechien)    | Vereinigte Staaten | Kanada             | Russland           | Südkorea            |
| 2023 | Moose Jaw (Kanada)      | Vereinigte Staaten | Kanada             | Tschechien         | Volksrepublik China |

| Jahr | Gastgeber               | B-Weltmeisterschaft | B-Weltmeisterschaft | B-Weltmeisterschaft    | B-Weltmeisterschaft    |
| Jahr | Gastgeber               | 1. Platz            | 2. Platz            | 3. Platz               | 4. Platz               |
| ---- | ----------------------- | ------------------- | ------------------- | ---------------------- | ---------------------- |
| 2008 | Marlborough (USA)       | Südkorea            | Tschechien          | Estland                | Polen                  |
| 2009 | Eindhoven (Niederlande) | Estland             | Schweden            | Polen                  | Vereinigtes Königreich |
| 2012 | Novi Sad (Serbien)      | Russland            | Schweden            | Deutschland            | Polen                  |
| 2013 | Nagano (Japan)          | Deutschland         | Japan               | Vereinigtes Königreich | Estland                |
| 2015 | Östersund (Schweden)    | Südkorea            | Schweden            | Slowakei               | Polen                  |
| 2016 | Tomakomai (Japan)       | Tschechien          | Japan               | Slowakei               | Vereinigtes Königreich |
| 2019 | Berlin (Deutschland)    | Russland            | Slowakei            | Volksrepublik China    | Deutschland            |
| 2021 | Östersund (Schweden)    | Volksrepublik China | Deutschland         | Schweden               | Japan                  |
| 2023 |                         |                     |                     |                        |                        |

### Europameisterschaften
| Jahr | Gastgeber            | Europameisterschaft | Europameisterschaft | Europameisterschaft | Europameisterschaft |
| Jahr | Gastgeber            | 1. Platz            | 2. Platz            | 3. Platz            | 4. Platz            |
| ---- | -------------------- | ------------------- | ------------------- | ------------------- | ------------------- |
| 2005 | Zlín (Tschechien)    | Deutschland         | Schweden            | Estland             | Tschechien          |
| 2007 | Pinerolo (Italien)   | Norwegen            | Tschechien          | Deutschland         | Schweden            |
| 2011 | Sollefteå (Schweden) | Italien             | Tschechien          | Norwegen            | Estland             |
| 2016 | Östersund (Schweden) | Russland            | Italien             | Norwegen            | Tschechien          |

## Nationale Para-Eishockey-Ligen und Meisterschaften
Seit der Saison 2000/01 gibt es in Deutschland die Deutsche Para-Eishockey Liga, die anfangs noch Deutsche Sledge-Eishockey Liga hieß. Hier wird auch der Deutsche Meister ausgespielt. In Österreich kann man in einigen Klubs Para-Eishockey spielen.